# Rachelle Viinberg
Rachelle Viinberg (nacida Rachelle de Jong, Nanaimo, 30 de abril de 1979) es una deportista canadiense que compitió en remo.
Participó en dos Juegos Olímpicos de Verano, obteniendo una medalla de plata en Londres 2012, en la prueba de ocho con timonel, y el octavo lugar en Pekín 2008, en el cuatro scull.
Ganó tres medallas de plata en el Campeonato Mundial de Remo entre los años 2002 y 2011.

## Palmarés internacional
| Juegos Olímpicos   | Juegos Olímpicos          | Juegos Olímpicos | Juegos Olímpicos   |
| Año                | Lugar                     | Medalla          | Prueba             |
| ------------------ | ------------------------- | ---------------- | ------------------ |
| 2012               | Londres (Reino Unido)     | Medalla de plata | Ocho con timonel   |
| Campeonato Mundial |                           |                  |                    |
| Año                | Lugar                     | Medalla          | Prueba             |
| 2002               | Sevilla (España)          | Medalla de plata | Cuatro sin timonel |
| 2010               | Cambridge (Nueva Zelanda) | Medalla de plata | Ocho con timonel   |
| 2011               | Bled (Eslovenia)          | Medalla de plata | Ocho con timonel   |